# 童錫燾
童錫燾（?—?），湖南省寧鄉縣人，清朝政治人物、進士出身。
光緒三十年（1904年），會試第136名；殿試登進士二甲53名，改庶吉士，散馆授翰林院編修。	